# ۲۵ (عدد)
۲۵ به حروف بیست وپنج یک عدد طبیعی است که بعد از ۲۴ و قبل از ۲۶ قرار دارد.